# 魏特湖 (特勞恩施泰因縣)
48°3′39″N 12°22′8″E / 48.06083°N 12.36889°E

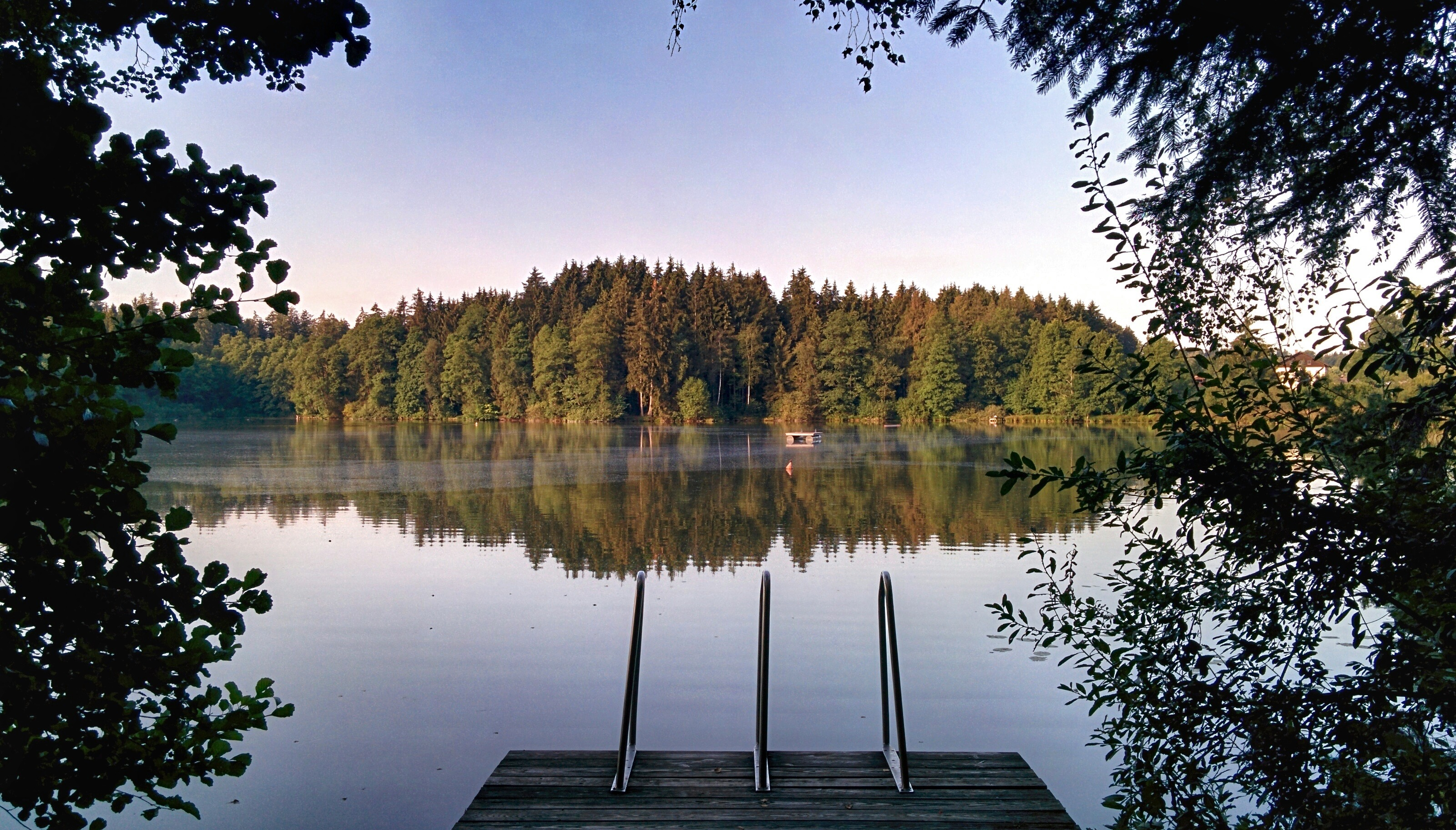

魏特湖（德語：Weitsee），是德國的湖泊，位於該國東南部，由巴伐利亞州負責管轄，處於特勞恩施泰因縣，長0.9公里、寬0.1公里，面積0.05平方公里，海拔高度547米，平均水深4米，最大水深6.9米，水體容量22萬立方米，湖岸線長度1公里。